# Lasse Hallström
Lars Sven "Lasse" Hallström (Estocolm, 2 de juny de 1946) és un director de cinema suec. Va ser nominat al premi de l'Oscar al millor director per La meva vida de gos (1985) i més tard per The Cider House Rules (1999).

## Carrera cinematogràfica
Hallström va aprendre l'art del cinema treballant en el món dels videoclips, en concret, amb el grup ABBA. Després de l'èxit internacional obtingut amb La meva vida de gos (1985), pel qual va aconseguir la seva primera nominació als Oscars, Hallström va començar a participar en produccions estatunidenques. Resultat d'aquesta cooperació amb els estudis de Hollywood va sorgir A qui estima, en Gilbert Grape? (1993). Però, el seu talent es va veure recompensat, sobretot, per l'aclamada pel·lícula The Cider House Rules (1999) i, més tard, per la dolça Chocolat (2000), totes dues nominades als premis de l'Acadèmia com a millor pel·lícula de l'any.

## Filmografia
- 1973 - Ska vi gå hem till dej eller till mej eller var och en till sitt?
- 1975 - En Kille och en tjej
- 1977 - Abba: The Movie
- 1979 - Jag är med barn
- 1981 - Tuppen
- 1981 - Gyllene Tider - Parkliv
- 1983 - Två killar och en tjej
- 1985 - La meva vida de gos (Mitt liv som hund)
- 1986 - Alla vi barn i Bullerbyn
- 1987 - Mer om oss barn i Bullerbyn
- 1991 - Once Around
- 1993 - A qui estima, en Gilbert Grape? (What's Eating Gilbert Grape)
- 1995 - Alguna cosa de què parlar (Something to Talk About)
- 1999 - The Cider House Rules
- 2000 - Chocolat
- 2001 - The Shipping News
- 2005 - Una vida per endavant (An Unfinished Life)
- 2005 - Casanova
- 2007 - The Hoax
- 2009 - Sempre al teu costat, Hachiko (Hachiko: A Dog's Story)
- 2010 - Estimat John (Dear John)
- 2011 - La pesca del salmó al Iemen (Salmon Fishing in the Yemen)
- 2012 - The Hypnotisören
- 2013 - Safe Haven
- 2014 - Un viatge de deu metres